# نرو (شیطان هم می‌گرید)
نِرُو (ژاپنی: ネロ) یا نیرو (انگلیسی: Nero) یک شخصیت داستانی و یکی از قهرمانان مجموعه شیطان هم می‌گرید است که توسط کپ‌کام آفریده و انتشار داده شده‌است. نخستین حضور او، در شیطان هم می‌گرید ۴ و در سال ۲۰۰۸ بود.
نرو، نوجوانی است که برای محفل شمشیر کار می‌کند. او برای شکار دشمنان از نیروهای شیطانی‌اش که آن‌ها را از اسپاردا به ارث برده‌است استفاده می‌کند. در شیطان هم می‌گرید ۴، نرو یک شکارچی شیطان با نام دانته که قهرمان اصلی مجموعه است را ملاقات می‌کند. نرو یکی از قهرمانان اصلی در دنباله این عنوان، شیطان هم می‌گرید ۵ است.
نرو توسط بینگو موریهاشی ساخته و توسط تاتسویا یوشیکاوا طراحی شد. این دو قصد داشتند شخصیتی را طراحی کنند که با وجود هماهنگ بودن با دنیای بازی، متضاد دانته باشد. این شخصیت در شیطان هم می‌گرید ۵ بازطراحی شد تا رابطه‌اش با پدر دانته، اسپاردا و برادر او، ورژیل، بر اساس شباهت‌های فیزیکی، توجیه‌پذیر باشد. صداگذاری او در نسخه انگلیسی توسط جانی یونگ بوش و در نسخه ژاپنی توسط کایتو ایشیکاوا صورت گرفته‌است.
بیشتر بازخوردها به نرو مثبت بود. با وجود این‌که طرفداران، نیاز به بازی کردن در نقش دانته را حس می‌کردند، شخصیت و قابلیت‌های نرو برای آنان رضایت‌بخش بود. ظاهر جدید او و رفتارهایش در شیطان هم می‌گرید ۵ هم با بازخوردهای مثبتی همراه بود و او توانست در کنار دیگر شخصیت جدید بازی (v) و دانته بدرخشد.